# 데이비드 1세 (스코틀랜드)
다비드 막 밀 콜룸(중세 아일랜드어: Dabíd mac Maíl Choluim, 스코틀랜드 게일어: Daibhidh mac Mhaoil Chaluim,  1084년경 - 1153년 5월 24일)은 12세기 알바 왕국의 왕이다. 말 콜룸 3세의 막내아들로 어머니는 참회왕 에드워드의 조카손녀 성녀 마거릿이다. 다비드는 유년기를 스코틀랜드 땅에서 보내다가 1093년 숙부 돔날 3세가 즉위하자 형제들과 함께 일시적으로 잉글랜드로 망명했다. 1100년 이후 다비드는 잉글랜드 왕 헨리 1세의 궁정에서 지냈으며, 이때 잉글랜드 궁정의 노르만-프랑스 문화의 영향을 받았다.
1124년 형 알락산다르 1세가 죽자 다비드는 헨리 1세의 지원을 받아 왕위에 올랐다. 조카 말 콜룸 막 알락산다르의 도전이 있었고 이 반란을 진압하는 데 10년 정도가 걸린 것 같다. 그 과정에서 마지막 모레이 백작 옹구스 막 잉기너 룰라크가 죽었다. 내전에 승리한 다비드는 보다 넓은 지역에 영향력을 확대할 수 있었다. 후원자였던 헨리 1세가 죽자 헨리 1세의 딸인 신성로마황후 마틸다와 스티븐 사이에 왕위를 놓고 내전이 벌어졌다(무정부 시대). 다비드는 마틸다의 편을 들면서 이를 통해 잉글랜드 북부까지 영향력을 확대하려 했고 1138년 스탠더드 전투의 패배 등에도 불구하고 어느 정도 성과를 거두었다.
다비드의 치세 동안 스코틀랜드에서는 많은 변화가 있었고 이것을 다비드 혁명이라고 한다. 버러가 행정단위로 설치되었고 각 지역마다 시장이 세워졌다. 그레고리오 개혁을 좇아 수도원을 후원했으며 왕국 정부를 노르만화했다. 또 프랑스인 및 앵글로노르만인 기사들이 스코틀랜드로 이주해 오면서 봉건제가 본격 도입되었다.